# Glitter (film)
Glitter - quando nasce una star (Glitter) è un film  statunitense del 2001, diretto da Vondie Curtis-Hall e interpretato da Mariah Carey.

## Trama
Lillian, la madre di Billie, era una performer in un nightclub. Lillian cantava al pubblico la sua canzone "Lillie's Blues", e chiamava spesso Billie per accompagnarla alla voce. Dopo aver chiesto al suo ex-amante (il padre di Billie) del denaro, Lillian si addormenta mentre fuma una sigaretta e inizia accidentalmente un incendio. Per questo e per l'alcolismo della madre, Billie è costretta ad andare in un orfanotrofio da cui Lillian promette che verrà a prendere una volta curato il suo problema, ma non lo farà mai.
Anni dopo, l'adulta Billie fa la ballerina ad un club con le amiche conosciute all'orfanotrofio Louise e Roxanne. Lì incontrano Timothy Walker, che offre loro un contratto come coriste di SYLK. Inizialmente, Billie si rifiuta, sperando di ottenere notorietà alle sue condizioni, ma cederà grazie al tormento delle amiche e le tre stipuleranno un contratto. Esse registrano il singolo, All My Life, i vocalizzi di SYLK sono pessimi. Per massimizzare le vendite in base al sex appeal di SYLK, Timothy chiede a Billie di cantare mentre SYLK muove le labbra.
Più tardi, in una discoteca, il DJ Julian "Dice" Black fa esibire SYLK e le tre amiche. Dice, credendo che SYLK sia un'ottima cantante, va dietro le quinte per congratularsi con lei. SYLK insulta le coriste durante una fotografia e Billie, non volendo prendere l'abuso verbale, canta "All My Life" di fronte al DJ che, impressionato, vuole produrre con lei, e concorda con Timothy un contratto da 100.000 dollari.
Il primo singolo di Billie, Loverboy, è un successo enorme. Il videoclip era pensato originariamente per Billie, Louise e Roxanne. Tuttavia, il regista, insoddisfatto del risultato, ordina a Billie di indossare abiti più sexy e sostituisce Louise e Roxanne con ballerini professionisti semi-nudi. Quando i ballerini iniziano a ballare vicino a Billie, lei si spaventa. Dice interviene a suo nome, e lasciano il set prima che il video possa essere finito.
A Dice è negato il permesso di produrre canzoni di Billie, tra cui Reflections, che Billie aveva scritto su sua madre. Billie è chiamata ad esibirsi al USA Music Awards, dove incontra il cantautore Rafael. Più tardi alla festa, si incontrano di nuovo, e Rafael suggerisce di scrivere una canzone. Dice ordina a Billie ed ai suoi amici di andarsene, accusando Rafael su avances sessuali nei confronti di Billie. Louise e Roxanne danno un ultimatum a Billie: loro o Dice, ma la lasciano prima che lei possa scegliere. Billie si lamenta più tardi, e Dice risponde dicendo: "Se non avessi creduto in me, tutto questo non sarebbe mai successo".
La riconciliazione è di breve durata perché Billie è minacciata da Timothy dato che Dice che non ha pagato. Billie incontra Timothy nel suo appartamento che le parlerà del suo debito e del suo contratto. Lei è confusa perché pensava di aver gestito correttamente il suo contratto, e dopo una discussione con Dice finiscono per lasciarsi.
Billie, che nel frattempo è tornata a vivere dalle amiche Louise e Roxanne, cerca di affrontare il dolore creando il singolo "Want You", con Rafael, che è un successo, ma il suo dolore emotivo la porta a scrivere canzoni da solista. Anche Dice sta scrivendo un brano. Billie va nell'appartamento di Dice in un altro tentativo di riconciliazione. Non è a casa, ma Billie si rende conto che ha scritto la sua stessa canzone: Never Too Far. Bacia lo spartito, lasciando un'impronta di rossetto, che Dice scoprirà più tardi.
Dice mentre andava a trovare Billie viene ucciso da Timothy. Billie, poco prima del suo concerto vede in TV la notizia dell'omicidio e chiede alla band di smettere di suonare Loverboy, e comincia allora a cantare Never Too Far. Billie leggerà poi la lettera che Dice le aveva spedito, e dopo un lungo viaggio torna a vivere da sua madre.

## Produzione
Il film è stato prodotto dalla 20th Century Fox e dalla Columbia Pictures nel. È stato girato in Canada.

## Colonna sonora
La colonna sonora del film, Glitter, è l'ottavo album della Carey.

## Distribuzione
La prima apparizione di Mariah Carey finalizzata alla promozione del film è avvenuto alla prima al Fox Theatre, Westwood Village, dove è apparsa indossando jeans e una canotta nera adornata con una bandiera americana, così da rendere omaggio alle vittime degli attacchi dell'11 settembre. Dopo aver rilasciato interviste e firmato autografi, la Carey si è seduta nella sezione centrale del teatro affiancata da guardie di sicurezza e gestori, insieme ai membri del pubblico che avevano vinto i biglietti attraverso la stazione radio di Los Angeles Power 106. Durante la sua apparizione, la Carey ha affermato che sperava che Glitter avrebbe fornito agli spettatori una fuga emotiva durante le conseguenze degli attacchi al paese, "ma ovviamente nulla può oscurare gli eventi che sono accaduti e ho bisogno di rimanere concentrata su questo", ha aggiunto.
Il film è uscito nelle sale cinematografiche americane il 21 settembre 2001. In Italia è stato distribuito a partire dal 30 novembre dello stesso anno.

## Accoglienza
Valutato negativamente sia dalla critica sia dal pubblico, il film ha ottenuto scarsissimi risultati al box office, essendo considerato un'autobiografia della Carey e quindi autocelebrativo.

## Riconoscimenti (parziale)
- Razzie Award
  - 2002 - Candidatura al peggior film
  - 2002 - Peggior attrice per Mariah Carey
  - 2002 - Candidatura al peggior attore non protagonista per Max Beesley
  - 2002 - Candidatura alla peggior sceneggiatura per Kate Lanier e Cheryl L. West
  - 2002 - Candidatura al peggior regista per Vondie Curtis-Hall
  - 2002 - Candidatura alla peggior coppia per Il balconcino di Mariah Carey
  - 2002 - Candidatura al peggior film musicale dei nostri primi 25 anni
  - 2005 - Candidatura al peggior film musicale dei nostri primi 25 anni
  - 2010 - Candidatura alla peggior attrice del decennio per Mariah Carey